# Metropolia Saint Andrews i Edynburga
Metropolia Saint Andrews i Edynburga – jedna z dwóch metropolii Kościoła rzymskokatolickiego w Szkocji, obejmująca większość terytorium tej części Wielkiej Brytanii. Została erygowana 4 marca 1878 roku. Obejmuje jedną archidiecezję i cztery diecezje. Najważniejszą świątynią jest Katedra Najświętszej Maryi Panny w Edynburgu.

## Diecezje metropolii
W skład metropolii wchodzą diecezje:
- Archidiecezja Saint Andrews i Edynburga
- Diecezja Aberdeen
- Diecezja Argyll and the Isles
- Diecezja Dunkeld
- Diecezja Galloway